# Ганкок (Нью-Гемпшир)
Ганкок (англ. Hancock) — місто (англ. town) в США, в окрузі Гіллсборо штату Нью-Гемпшир. Населення — 1731 особа (2020).

## Демографія
Згідно з переписом 2010 року, у місті мешкали 1654 особи в 724 домогосподарствах у складі 484 родин. Було 864 помешкання
Расовий склад населення:
| - 97,4 % — білих - 0,8 % — азіатів - 0,4 % — чорних або афроамериканців - 0,1 % — корінних американців |

До двох чи більше рас належало 1,1 %. Частка іспаномовних становила 1,0 % від усіх жителів.
За віковим діапазоном населення розподілялося таким чином: 17,9 % — особи молодші 18 років, 59,9 % — особи у віці 18—64 років, 22,2 % — особи у віці 65 років та старші. Медіана віку мешканця становила 50,8 року. На 100 осіб жіночої статі у місті припадало 90,1 чоловіків;  на 100 жінок у віці від 18 років та старших — 87,8 чоловіків також старших 18 років.
Середній дохід на одне домашнє господарство  становив 107 661 долар США (медіана — 73 409), а середній дохід на одну сім'ю — 124 399 доларів (медіана — 91 071). Медіана доходів становила 61 477 доларів для чоловіків та 45 625 доларів для жінок. За межею бідності перебувало 4,5 % осіб, у тому числі 3,4 % дітей у віці до 18 років та 2,3 % осіб у віці 65 років та старших.
Цивільне працевлаштоване населення становило 989 осіб. Основні галузі зайнятості: освіта, охорона здоров'я та соціальна допомога — 31,3 %, науковці, спеціалісти, менеджери — 11,1 %, виробництво — 10,3 %, будівництво — 10,1 %.